# Антропофания
Антропофания  (от др.-греч. ἄνθρωπος — человек + φαίνω — «светить(ся), являть, показывать, обнаруживать») — это феномен самореализации человека, наиболее полного раскрытия человеческой сущности, проявление человека как символа. В современную философскую проблематику термин введён французским антропологом Жаком Видалем.

## Основное содержание понятия "антропофания"
Антропофанический аспект содержится в ключевой формулировке символической антропологии: "Символ респонсибилизирует (предполагает и развивает ответственность)"
Корнями концепт "антропофания" уходит в эпоху архе греческой философии, к досократикам (идея ανθρωπος μετρον Протагора).
Антропофания как развитие сознания, самораскрытие индивидуального человеческого "я"  может совпадать по содержанию или выступать как момент теофании:
"Примиряющее «да», в котором оба «я» покидают свое противоположное наличное бытие, есть наличное бытие расширившегося до двойственности «я», которое в ней остается равным себе и в своем полном отрешении и в противоположном себе обладает достоверностью себя самого; это — являющийся бог среди тех, кто знает себя как чистое знание".
Существенный вклад в осмысление данного явления был внесён трудами Г. Гегеля (идея встречного движения человека к Абсолюту и Абсолюта к человеку в "Феноменологии духа"), младогегельянцев - как раскрытия и проявления родовой сущности человека в конкретном индивиде у Л. Фейербаха.
Ж. Видаль считал антропофаническим обнаружение образа человеческого опыта, выявленного и проистекающего из символической логики, развитие которой является контрапуктным, а не контрадикторным по отношению к рациональной логике: "Человек являет себя самого, являя Творение, посредством живого воплощения символов".
Антропофания означает явление человека апофатического, того индивида человеческого рода, в котором явлено иное как след Единого.
Свасьян К. отметил, что "познание - это синоним человека, эссентификация, о которой говорит Шеллинг, потому что без познания ни один человек не являет себя полностью  как тот, кто он  есть. В познании он есть просто Он сам".
Антропофания есть преодоление повседневности. В мире повседневности действительно великое подавляется, сокрыто. Сознание повседневности предполагает усреднённость с блокировкой (запретом) на трансгрессию. Повседневность есть феномен, имеющий границы (обратное, диалектическое ограничение антропофании), он есть постоянно поддерживаемая иллюзия, что никаких границ нет. Основной идеей антропофании есть мысль о том, что человек способен прийти к себе как самому себе (т.е., упор делается на место, где "самость" встречается с "я" и раскрывается в конкретном я). Антропофания как возможность опечатана множеством табу, ограничений по преодолению пределов. Подобная блокировка есть "табу на разум". Один из способов её преодоления. т.е., изменения предустановок сознания, есть опыт переживания ничто (М. Хайдеггер). Человек апофатический (А. Дугин) существование, проявленность в зазоре между двумя безднами: небытия Единого и небытия множественного. Небытие положено непроницаемым для сознания, и множественным или сингулярным. Точнее, антропофания высвечивает свербытие, то, что за или до бытия и небытия. Сингулярный опыт переживания Единого в процессе антропофании - за-бытие, выход за пределы феномена усреднённой  повседневности средством осенённости или схождением с ума. Забытие, как результат антропофании, проявленный человек, "как человек" осенён снизошедшей родовой сущностью hic et nunc (здесь и сейчас).
Итогом проявленного человека есть субъект, что "...сумел понять Мир, в котором он живёт и понять себя как живущего в этом Мире и Мир это понимающего" .
Сутью антропофании является идея самотворения человека, т.е. человеческая сущность рассматривается процессно как проект, набросок.И в зависимости от метафизических, эпистемологических и идеологических предустановок, антропофания может быть рассмотрена и практически реализована тем или иным способом.

## Теологический подход к антропофании
Религиозное прочтение человека явления восходит к исследованиям средневековых философов-францисканцев, в частности, к Дунсу Скоту. 
Желая проявить Бога как феномен, человек выставляет как феномен себя самого в том смысле, что он есть условие всякой феноменальности, то "в чём составлено творение (in upsa omnis creatura est), и показывает себя прежде всего как такового. Будучи точкой сопряжения мира умопостигаемого и мира чувственного, антропофанный человек в своей способности проявлять Бога должен таким образом сам рассматриваться как "третий мир" (tercius mundus) как раз потому, что он вместе с божественным обладает той уникальной компетенцией составлять мир - мир Бога и своего собственного явления".
В итоге, резюмировая словами А. Кожева, следует отметить, что в результате религиозных практик антропофании "не Бог становится человеком, но Человек Богом".

## Феноменологический подход к антропофании
Прочтение феномена "как того, что само себя кажет" у М. Хайдеггера позволяет выявить основоструктуры антропофании, в частности, отделить только явление как видимость от феномена человека как собственно феномена (Пьер Т. де Шарден).

## Антропофания и философия жизни
Следует отметить существенный вклад в понимание феномена человека со стороны философии жизни. У Ф. Ницше существует триада развития "Верблюд - Лев - Ребёнок", что предполагает общественное формирование человека (стадии верблюд - лев) как необходимый момент в процессе преодоления человеческой ограниченности пределов (выход к состоянию ребёнка, что имеет определённые параллели с христианской традицией - Мф. 18:3).

## Антропофания и каббалистическая традиция
В концептуальном осмыслении человеческого развития в каббале предполагается, что на определённом уровне душа человека разовьёт экран, способный принимать нисходящий свет от Творца, т. е., некое качество для встречного движения к Богу.

## Антропофания и диалектический материализм
Оригинальное воззрение на антропофанию можно проследить в учении диалектического материализма. Рассматривая феномены как  порождения объективной реальности, материи, тем не менее, данное философское направление вовсе не исключает самораскрытие духовных и телесных качеств человека, что получило название теории и практики антропотехники.

## Антропофания и психология
Интересную параллель между реализацией человека как человека и коллективным бессознательным отметил М. Элиаде: ...действие приобретает значение, когда оно повторяет архетип". Итогом антропофании есть полное раскрытие потенций человека как микрокосма, чья сущность в свёрнутом виде содержит всё то же, что и суть макрокосма.

## Антропофания и алгософия
Перспективным направлением изучения феномена антропофании является использование нового методологического подхода, сформированного на базе алгософии. Боль как бытие-в-мире есть главный экзистенциал человеческого бытия, и потому, становление человека как самосознания, приходящего к самому себе в диалектическом круге, сопряжено с напряжением знающего о себе сознания. Обобщая эпистомологический вклад М. Бойко, следует отметить, что боль (Алгос) есть средний термин между рождением (жизнью) и смертью. И потому, выражаясь словами М. Хайдеггера: "в сущностном смысле боль - это сознание и знание. Боль есть сущность знания, поскольку оно постоянно проходит через исправления, имеющиеся в каждом опыте".

## Антропофания и искусство
Следует отметить существенную связь антропофании и творческих способностей человека. Традиционно, высшие формы творчества закреплялись в культуре как артефакты искусства, т.е., художественные произведения. Искусство в контексте антропофании следует рассматривать как бытие-творцом человека, как посредник между миром идей-образцов и миром феноменов. Творя, человек становится подобным Творцу, приближаясь и устремляясь к Высшему, обращаясь к нему языком Мартина Бубера "на Ты". Становится подобным Творцу - это не вопрос веры, материализма или идеализма. Устремлённость к высшим духовным проявлениям всегда была ориентиром, вдохновляющим целые поколения на развитие и полную реализацию потенциала того, что называется "человек".

## Выводы
Итак, опыт явления человека как человека - есть прежде всего опыт боли, страданий и самопреодоления на пути ко своей эйдетической сути.
Резюмируя словами А. Эйнштейна, подчеркнём, что: "человек начинает жить лишь тогда, когда ему удается превзойти самого себя".